# Thazard sierra
Scomberomorus sierra
Espèce
Statut de conservation UICN

 LC  : Préoccupation mineure

Le Thazard Sierra, Scomberomorus sierra, est une espèce de poissons de la famille des Scombridae. Cette espèce est présente dans le Centre Est de l'Océan Pacifique, c'est-à-dire de San Diego au Pérou.
Beaucoup d'auteurs l'ont faussement considéré comme une sous-espèce de Scomberomorus maculatus, le Thazard Tacheté du Sud (appelé Spanish mackerel en anglais). En effet le Thazard Sierra possède de nombreuses taches rondes brunâtres orangées sur les flancs, à l’instar du Thazard Tacheté.
Le Thazard Sierra peut mesurer jusqu'à un mètre et peser au maximum huit kilogrammes. En pêche sportive, cette espèce est considérée comme l'une des plus abondantes le long des côtes du Pacifique du Mexique et de l'Amérique centrale. Ce poisson, à la chair excellente, est très recherché pour la préparation du Ceviche.

## Galerie

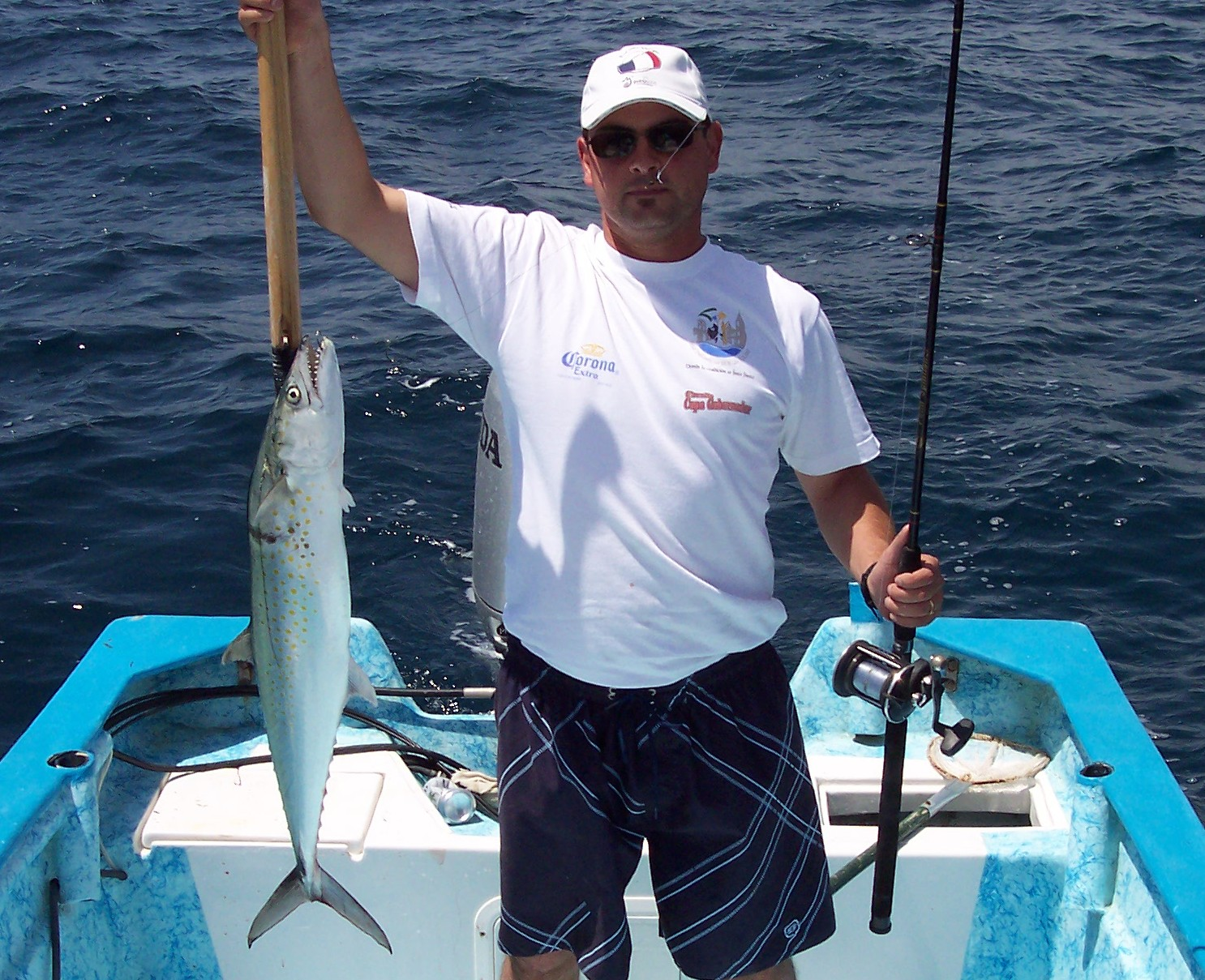
Thazard Sierra, péché au vif (sardine), Basse Californie Sud, Mexique.